# Nati nel 1418
| Questa pagina contiene informazioni ricavate automaticamente dalle voci biografiche con l'ausilio del template Bio e di un bot. L'aggiornamento è periodico e automatico e ricostruisce completamente la pagina. Se manca una persona in questa lista, sei pregato di non aggiungerla, ma accertati piuttosto che la sua voce biografica contenga il template Bio e che i dati anagrafici siano correttamente compilati. Se il template Bio manca, inseriscilo tu stesso o, in alternativa, metti l'avviso {{tmp\|Bio}} che ne segnala la mancanza. Se i dati riportati sono sbagliati, correggi direttamente la voce biografica; le modifiche saranno visibili in questa lista entro pochi giorni. Per chiarimenti vedi il progetto biografie. La lista contiene solo le 32 persone che sono citate nell'enciclopedia e per le quali è stato implementato correttamente il template Bio. Pagina aggiornata al 27 gen 2025. |

- 9 gennaio - Giovanni Raimondo Folch III de Cardona, generale spagnolo († 1486)
- 26 febbraio - Cristoforo di Baviera, re († 1448)
- 1º marzo - Domenico Colombo, artigiano e mercante italiano
- 4 marzo - Benedetto Dei, storico italiano († 1492)
- 8 marzo - Antonio Pucci, politico italiano († 1484)
- 14 marzo - Filippo II di Nassau-Weilburg, conte († 1492)
- 31 marzo - Margherita Gonzaga, nobile († 1439)
- 6 aprile - Domenico Malatesta, condottiero italiano († 1465)
- 16 maggio - Giovanni II di Cipro, re († 1458)
- 7 luglio - Pietro II di Bretagna, nobile francese († 1457)
- 12 luglio - Caterino Zeno, viaggiatore e diplomatico italiano († 1478)
- 16 luglio - Roberto Sanseverino d'Aragona, nobile e condottiero italiano († 1487)
- 15 agosto - Giovanni Hinderbach, vescovo cattolico tedesco († 1486)
- 23 settembre - Zanobi Machiavelli, pittore e miniaturista italiano († 1479)
- 2 novembre - Gaspare Nadi, storico italiano († 1504)
- 8 dicembre - Jeonghui di Joseon, regina coreana († 1483)
- 18 dicembre - Alberto VI d'Asburgo, nobile († 1463)
- Agostino di Duccio, scultore italiano
- Caterina Branković, nobildonna e scrittrice serba († 1492)
- Philippe de Crèvecœur d'Esquerdes, generale francese († 1494)
- Giacomo Cusani, diplomatico e politico italiano († 1483)
- Giovanni V di Meclemburgo, principe († 1442)
- Giovanni Giustiniani Longo, generale italiano († 1453)
- Jacovella da Celano, nobile italiana
- Luigi di Lussemburgo-Saint-Pol, generale francese († 1475)
- Ludovico Malvezzi, nobile e condottiero italiano († 1467)
- Gian Galeazzo II Manfredi, condottiero italiano († 1465)
- Niccolò di Giovanni Fiorentino, scultore e architetto italiano
- Isotta Nogarola, umanista italiana († 1466)
- Stefano da Bagnone, presbitero italiano († 1478)
- Jacopo Zeno, vescovo cattolico e umanista italiano († 1481)
- Federico II di Brunswick-Lüneburg, nobile tedesco († 1478)